# 난소
난소(卵巢, 영어: ovary, 문화어: 란소)는 난자를 생성하는 생식 기관으로, 암컷 척추동물에게서 볼 수 있다. 여성의 자궁에는 1쌍으로 된 난소가 있다.

## 난소의 구조
난소는 몇 개의 결합조직으로 된 인대가 난소를 고정하고 있으며, 난소는 아몬드 모양으로 길이 약 3cm, 너비 1.5cm, 두께 1cm이다. 난소는 백색의 섬유성 낭에 덮여 있으며, 난소의 내부는 안쪽으로는 섬유결합조직과 혈관인 수질(속질, medulla), 난자가 자라는 곳인 바깥쪽의 피질(겉질, cor-tex)로 구분된다.
고환과 달리 난소에는 고환의 정세관(seminiferous tubule)같은 관(duct)가 없으며, 대신 각각의 난자는 난포(follicle)에서 자라나서 난포가 터지는 것처럼 배란(ovulation)될 때 방출된다. 아동기의 난소는 표면이 부드럽지만, 가임기에 있는 여성의 난포는 여러 난포가 성장하면서 난포의 표면을 불룩하게 만들기 때문에 표면에 주름이 있다.

## 같이 보기
- 정소
- 난자